# Jean Ier Leblond
Pour les articles homonymes, voir Jean Ier et Leblond.
Jean Ier Leblond est un peintre, éditeur et marchand d'estampes français, né vers 1590-1594 et mort en 1666. Il est le fils de Nicolas Leblond et l'oncle de Jean II Leblond.

## Biographie
Fils aîné de l'éditeur d'estampes Nicolas Leblond, Jean Ier est par sa mère le petit-fils de Germain Pilon. Les dates de naissance de ses frères et sœurs permettent de supposer qu'il est né entre 1590 et 1594.
Il est désigné comme « peintre ordinaire du roi » dans un acte de 1629. Il édite de très nombreuses estampes, rarement datées ; de plus, peu comportent une adresse ou même le prénom de l'éditeur, ce qui rend l'établissement de son catalogue malaisé.
Il a édité les œuvres de très nombreux graveurs, notamment Jacques Bellange, Pierre Brébiette, Nicolas Cochin, Willem De Gheyn, Jeremias Falck, Jean Le Pautre, Robert Nanteuil, Gilles Rousselet, Israël Silvestre, etc..
Il meurt entre le 24 et le 28 mai 1666, sans enfant et probablement sans avoir été marié.

## Adresses utilisées
- 1629 (?)-1633 (?) : au Soleil d'or, rue du Crucifix (parr. Saint-Jacques-de-la-Boucherie)
- à partir de 1636 : rue Saint-Denis (parr. Saint-Eustache)
- fin de la décennie 1630, début de celle 1640 (?) : rue Saint-Denis, à la Pomme d'or
- fin de la décennie 1630, début de celle 1640 (?) : rue Saint-Denis, au Pavillon royal
- attesté en 1648 : rue Saint-Denis, à la Cloche (à la Cloche d'argent en 1650)
- par acte du 3 octobre 1664 : rue Saint-Denis, à la Table de plomb